# Platylabus tibialis
Platylabus tibialis är en stekelart som beskrevs av William Harris Ashmead 1901. Platylabus tibialis ingår i släktet Platylabus och familjen brokparasitsteklar. Inga underarter finns listade i Catalogue of Life.